# Synoecetes tunetanus
Synoecetes tunetanus là một loài tò vò trong họ Ichneumonidae.